# Huracán San Rafael
Club Atlético Huracán de San Rafael – argentyński klub piłkarski z siedzibą w mieście San Rafael leżącym w prowincji Mendoza.

## Osiągnięcia
- Udział w mistrzostwach Argentyny Nacional (2): 1974, 1981
- Mistrz ligi prowincjonalnej Liga Sanrafaelina de Fútbol (17): 1929, 1931, 1940, 1956, 1957, 1958, 1960, 1963, 1975, 1976, 1978, 1980, 1981, 1986, 1990, 1995, 1999

## Historia
Klub założony został 15 listopada 1925 roku i gra obecnie w lidze prowincjonalnej Liga Sanrafaelina de Fútbol.